# Rensjön (Gideå socken, Ångermanland)
Rensjön är en sjö i Örnsköldsviks kommun i Ångermanland och ingår i Husåns huvudavrinningsområde. Sjön är 4,2 meter djup, har en yta på 0,124 kvadratkilometer och befinner sig 227,9 meter över havet. Sjön avvattnas av vattendraget Flisbäcken.

## Delavrinningsområde
Rensjön ingår i det delavrinningsområde (705828-164886) som SMHI kallar för Utloppet av Rensjön. Medelhöjden är 274 meter över havet och ytan är 3,75 kvadratkilometer. Det finns inga avrinningsområden uppströms utan avrinningsområdet är högsta punkten. Flisbäcken som avvattnar avrinningsområdet har biflödesordning 2, vilket innebär att vattnet flödar genom totalt 2 vattendrag innan det når havet efter 45 kilometer. Avrinningsområdet består mestadels av skog (84 procent). Avrinningsområdet har 0,13 kvadratkilometer vattenytor vilket ger det en sjöprocent på 3,3 procent.